# Silniční most Zoréz
Silniční most Zoréz vede přes řeku Blanici stojí na katastrálním území Putim v okrese Písek, byl v roce 1988 zapsán do Ústředního seznamu kulturních památek České republiky. Most je součástí vesnické památkové zóny Putim.

## Historie
V říčním km 1,6 řeky Blanice byl v místě brodu a dřevěné lávky pro pěší postaven v roce 1884 železný most. Mostní konstrukci dodala firma L. G. Bondy a synové z Prahy. Před otevřením byl most 22. listopadu 1884 slavnostně vysvěcen. V roce 2002 byl při povodni poškozen a 2003 byla provedena oprava.

## Popis
Silniční most (ev. č. 1403b-1) leží na západním okraji obce Putim na silnici III. třídy Písek – Ražice. Je železný nýtovaný příhradový obloukový se spodní mostovkou. Dva příhradové nýtované obloukové vazníky tvoří základní nosnou konstrukci. Vazníky mají jedenáct polí, která jsou vymezeny svislými stojkami. Ve čtyřech krajních polích jsou jednoduché diagonály, ve třech středních polích jsou křížové diagonály v obou směrech. 
Mostovku tvoří pět podélníků a dvanáct příčníků s křížovým vyztužením ze železa Zoréz o tloušťce 30 mm. Konstrukce je natřená světle zelenou barvou. Na vrcholu severního oblouku je destička s nápisem jména firmy a výrobce.
Železná konstrukce je uložena na pobřežních mostních opěrách. Pravoúhlé opěry jsou z žulových kvádrů postavených na širší základně. Žulové kvádry jsou vyskládány v sedmi řadách. K opěrám přiléhají šikmá křídla, která jsou vyzděná z lomového kamene s betonovým spárováním a na horní hraně zakončeny kamennými parapetními deskami. Od obce k mostu je šikmý nájezd. Před mostem silnici lemuje trubkové zábradlí v kamenných sloupcích.
Most je dlouhý 26,75 m a široký 5,12 m. Příhradová konstrukce má největší výšku tři metry. Spodní líc mostu je cca 4,90 m nad dnem řečiště.